# خطوط، امواج و فواصل آنتن‌ها
خطوط، امواج و فواصل آنتن‌ها کتابی با ترجمهٔ آلن باغداساریان و احمد حاجی فیروز آبادی است که در سال ۱۳۶۷ منتشر و در مراسم کتاب سال جمهوری اسلامی ایران به‌عنوان کتاب برگزیده معرفی شد.